# Караван (фильм)
«Караван» (хинди कारवाँ, англ. Caravan) — индийский художественный фильм на хинди в жанре драмы, снятый режиссёром Назиром Хуссейном и выпущенный в прокат 14 октября 1971 года. Главные роли исполнили Джитендра и Аша Парекх. Картина получила статус «супер-хит» в прокате Индии и стала одной из самых кассовых зарубежных кинолент в Китае.

## Сюжет
Молодая девушка Сунита живёт со своим отцом Мохандасом. Тот узнает, что его доверенный работник, Раджан, ворует у него деньги. Выяснение отношений переходит в драку, и Раджан убивает его, сбросив из окна многоэтажного здания, но полиция решает, что смерть была случайной. Это освобождает Раджана от наказания и позволяет жениться на Суните. Будучи раздавлена внезапной смертью отца, девушка соглашается на его предложение о браке. Вскоре после свадьбы она узнает правду о том, что он сговорился со своей любовницей Моникой и планирует убить её. Она сбегает, чтобы найти старого друга своего отца в Бангалоре, который, возможно, сможет помочь. По дороге Сунита попадает в аварию и присоединяется к группе артистов-цыган. В их компании она знакомится с водителем фургона Моханом и влюбляется в него. Сунита не знает, что снова подвергает себя опасности — на этот раз от рук метателя ножей, Ниши, которая также влюблена в Мохана и убьёт любого, кто встанет у неё на пути. Помимо этого, Раджан не прекратил поиски Суниты.

## В ролях
- Джитендра — Мохан, артист-цыган и водитель фургона
- Аша Парекх — Сунита / Сони
- Аруна Ирани — Ниша, цыганка и метательница ножей
- Кришнен Мехта — Раджан, муж Суниты
- Хелен — Моника, любовница Раджана и танцовщица
- Мехмуд-младший — Монто
- Равиндра Капур — Джонни
- Мадан Пури — Митхалал Тота
- Манорама — миссис Тота
- Санджана — Тара
- Анвар Али — Бхола
- Мурад — Мохандас, отец Суниты

## Производство
Фильм был, главным образом, продукцией семейства Хан-Хуссейн: его режиссёром был Насир Хуссейн (отец будущего режиссера Мансура Хана), а продюсером — его брат Тахир Хуссейн (отец будущей суперзвезды Аамира Хана).
Сюжет испытывал влияние фильма 1953 года «Девушка в бегах».

## Саундтрек
| №  | Название                           | Исполнители                   | Длительность |
| -- | ---------------------------------- | ----------------------------- | ------------ |
| 1. | «Ab Jo Mile Hain To»               | Аша Бхосле                    | 3:41         |
| 2. | «Chadti Jawani Meri Chaal Mastani» | Мохаммед Рафи, Лата Мангешкар | 4:30         |
| 3. | «Daiya Yeh Main Kahan»             | Аша Бхосле                    | 5:12         |
| 4. | «Dilbar Dil Se Pyare»              | Лата Мангешкар                | 4:44         |
| 5. | «Goria Kahan Tera Desh»            | Мохаммед Рафи, Аша Бхосле     | 5:20         |
| 6. | «Hum To Hain Rahi Dil Ke»          | Кишор Кумар                   | 4:35         |
| 7. | «Kitna Pyara Wada Hai»             | Мохаммед Рафи, Лата Мангешкар | 5:13         |
| 8. | «Piya Tu Ab To Aaja»               | Аша Бхосле                    | 5:25         |

Песня «Piya Tu Ab To Aaja» стала одной из самых популярных болливудских песен в 1970-х годах. Песня была частично использована для фильма Once Upon a Time in Mumbaai, в качестве семпла для песни под названием «Parda» наряду с другой песней «Duniya Mein Logon Ko» из фильма Apna Desh.
Также сама Аша Бхосле перепела песню для альбома You’ve Stolen My Heart.

## Релиз и кассовые сборы
Фильм собрал в прокате 36 млн рупий и занял шестое место среди самых кассовых фильмов Болливуда за 1971 год. В Индии было продано 19 млн билетов.
Картина была выпущена в прокат в Китае в 1979 году и также стала блокбастером, обогнав по сборам фильм «Бродяга» (1951). «Караван» стал самым кассовым иностранным фильмом на материковом Китае на тот момент, собрав в прокате 88 млн в первоначальном тираже. В общей сложности было продано более 100 млн входных билетов, включая повторные показы, что по-прежнему больше, чем у любого иностранного фильма, выпущенного в Китае с тех пор, за исключением югославского военного фильма «Вальтер защищает Сараево» и японского боевика «Опасная погоня». «Караван» произвёл огромное впечатление на китайскую аудиторию в 1980-х. Похожий случай повторился через 3 десятилетия спустя, благодаря сыну продюсера Тахира Хуссейна, Аамиру Хану, с фильмами «Лагаан: Однажды в Индии» (2001), «Три идиота» (2009), «Пикей» (2014) и «Дангал» (2016), последний из которых стал самым кассовым индийским фильмом в Китае. После своего визита в Китай, Аамир сказал, что фильм Caravan там до сих пор вспоминают с любовью.

## Награды и номинации
- Filmfare Award за лучший женский закадровый вокал — Аша Бхосле — «Piya Tu Ab To Aaja»[11]